# Seznam perujskih kardinalov
Seznam perujskih kardinalov.

## B
- Pedro Ricardo Barreto Jimeno

## C
- Carlos Gustavo Castillo Mattasoglio
- Juan Luis Cipriani Thorne

## G
- Juan Gualberto Guevara
- Gustavo Gutiérrez-Merino Díaz (1928–2024), "teolog osvoboditve"

## L
- Juan Landázuri Ricketts

## P
- (Robert Francis Prevost : ZDA/Peru; Papež Leon XIV.)

## V
- Augusto Vargas Alzamora